# Октаэдр Брикара

Октаэдр Брикара с прямоугольником в качестве экватора. Ось симметрии перпендикулярна прямоугольнику и
проходит через его центр.

Октаэдр Брикара с антипараллелограммом в качестве экватора. Ось симметрии проходит в плоскости антипараллелограма.

Октаэдр Брикара — в геометрии — один из множества изгибаемых многогранников, построенных Раулем Брикаром в 1897 году. Общая форма таких многогранников не изменяется при непрерывном движении, без каких-либо изменений в длине его рёбер или в форме граней. Эти октаэдры были первыми из обнаруженных изгибаемых многогранников .
Октаэдры Брикара имеют шесть вершин, двенадцать рёбер и восемь треугольных граней, соединённых таким же образом, как у правильного октаэдра. В отличие от правильного октаэдра, все октаэдры Брикара являются невыпуклыми самопересекающимися многогранниками. Согласно теореме Коши о жёсткости, изгибаемый многогранник должен быть невыпуклым, но существуют другие изгибаемые многогранники без самопересечений. Для предотвращения самопересечений требуется больше вершин (по крайней мере, девять), чем шесть вершин октаэдров Брикара.
В своей публикации, описывающей эти октаэдры, Брикар полностью классифицировал изгибаемые октаэдры. Его работа в этой области позже была предметом лекций Анри Лебега в Коллеж де Франс.